# Bangun (Pungging)
Bangun is een bestuurslaag in het regentschap Mojokerto van de provincie Oost-Java, Indonesië. Bangun telt 3038 inwoners (volkstelling 2010).